# Mundial 78: Verdad o Mentira
Mundial 78: Verdad o Mentira es un documental de 2007 dirigido por Christian Rémoli que narra la gesta de la Copa Mundial de Fútbol de 1978 celebrada en Argentina con énfasis en el polémico partido Argentina vs. Perú. El partido es controvertido porque se ha sospechado que pudo existir algún arreglo para beneficiar al conjunto local para acceder a la final de la copa.
Además de denunciar actitudes al menos sospechosas -como la visita del dictador argentino Jorge Rafael Videla al vestuario de Perú, y la millonaria donación de trigo del gobierno argentino al gobierno peruano-, la película también contiene versiones que aseguran la legalidad del juego.
Por tratar temas delicados, la película fue censurada por un canal deportivo en Argentina. Actualmente, sin embargo, forma parte de la lista oficial de películas para visibilizar al mundo sobre las tragedias del terrorismo argentino perpetradas bajo el Régimen Militar de ese país.

## Créditos
- Carlos Ares
- Miguel Bonasso
- Héctor Vega Onesime
- Julio Grondona
- Adrián Paenza
- Diego Bonadeo
- Enrique Macaya Márquez
- Ricardo Petracca
- Ubaldo Fillol
- Fernando Vaca Narvaja
- Abel Madariaga
- Adolfo Pérez Esquivel
- Eduardo Anguita
- Lila Pastoriza
- Nora Cortiñas
- Oscar Ortiz
- Alberto Tarantini
- Juan José Panno
- César Luis Menotti
- Ricardo Pizzarotti
- Omar Larrosa
- Norberto Alonso
- Roberto Rivelino
- José Velásquez
- Mario Kempes
- Ramón Quiroga
- Luis Trisano
- Rodulfo Manso
- Mario Escobar

### Ficha técnica
- Dirección, Guion y Producción: Christian Rémoli
- Guion: Christian Rémoli
- Fotografía: Jorge Gil, Marcelo Denis, Fernando López
- Edición: Gustavo Mona, Gustavo Gatto, Guillermo Bengoelea

## Premios
- Mejor Documental Periodístico - Festival Documentalistas de Buenos Aires (2007).